# Chandauli (miasto)
Chandauli (hindi चन्दौली) – miasto w północnych Indiach w stanie Uttar Pradesh, na Nizinie Hindustańskiej.
Populacja miasta w 2001 roku wynosiła 20 071 mieszkańców.